# 南岸低気圧
南岸低気圧（なんがんていきあつ）とは、日本列島南岸を発達しながら東に進んでいく低気圧のこと。秋から春（概ね毎年1月から4月にかけて）にかけてよく発生する。暖気を運んでくる日本海低気圧とは対照的に、日本に寒気を運ぶことが多い。また、日本列島の太平洋側に大雪や大雨を降らせることが多く、特に東京を含む関東平野における大雪のほとんどは南岸低気圧によるものと言われている。

## 概要
厳密には、四国沖や東海沖、東シナ海などで発生して、日本の南岸を沿うように東北東の方向に進む低気圧を指す。なお、文献によっては中国大陸南部で発生したものも含める。進んで行く方向（東側）に温暖前線、西〜南側に寒冷前線が形成され、それぞれ低気圧の周りを反時計回りに回転してくる。前述の地域で発生した低気圧は発達しながら東に進み、ちょうど日本列島南岸に差し掛かった頃に最盛期を迎える。温暖前線付近では強い南風に伴う高温と雨、低気圧の周囲では強風、寒冷前線付近では強い北風・東風とまとまった雨に見舞われることが多い。なお、気象予報分野では「南低」と略されることがある。
暖気側では季節外れの大雨や高温、寒気側（特に低気圧西側）では低温をもたらすという特徴がある。晩冬から初春の関東以西の太平洋側に大雪を降らせる典型的な低気圧である。また、東北から関東地方にかけての東日本太平洋側の降雪はこの低気圧によるものが多く、晩冬から初春の2月から3月上旬にかけて降りやすい。立春以降の場合は「春の大雪」と呼ばれることがある。特に、関東地方では例年既に桜の開花シーズンを迎えている3月下旬から4月にかけて、季節外れの雪をもたらす場合がある。この場合、開花した桜・チューリップ・菜の花等の春の花が咲いていながら雪が降るという不釣合いかつ不思議な光景になることがあり、2010年4月17日の関東地方のように新緑や若葉をバックに雪が降った年もある。
単純に東進するだけではなく、北上・停滞したり、急発進・急発達などにより、予報が外れるケースも多く、大きな災害となったケースがいくつもある。これはブロッキングも関係している。台湾沖で発生して日本に襲来し被害をもたらすものがあり、天気図では低気圧の周囲の等圧線の形が坊主の頭に似ていることなどから、古くは「台湾坊主」（たいわんぼうず）と呼ばれていた。この低気圧は時に台風並みの勢力に猛烈に発達し、波浪・暴風・集中豪雨と言った災害をもたらすことがあった。その後、気象庁が用いる予報用語としては「台湾低気圧」と言い換えることとされ、さらに「東シナ海低気圧」と変更されて現在に至る。「東シナ海低気圧」は、「南岸低気圧」のうち東シナ海で発生するものを指す名称である。
1970年1月30日 - 2月2日の昭和45年1月低気圧は大災害をもたらした低気圧で、中部地方から北海道にかけて暴風・大雨・波浪の被害が発生し、死者・不明者25人、住宅被害5,000棟以上、船舶被害293隻の被害を出した。29日午後に1010mb（=hPa）、30日15時に996mbだった中心気圧は、31日3時に976mbと猛発達、同日八戸では962.1mbを観測するなど、気圧が急低下して「爆弾低気圧」となった。
1999年10月27日には、関東付近で低気圧が急発達し、千葉県佐原市（現在の香取市）で1時間雨量153mmを観測する記録的な豪雨となった。

## 南岸低気圧による関東地方平野部の雪とその予想
既述のように東京を含めた関東地方の平野部の雪のほとんどは南岸低気圧に伴うものである一方、その予想は難しいとされている。これは、関東地方特有の地形性の「滞留寒気」や低気圧のコースのずれが予報の誤差要因となるためである。週間天気予報でも「雨か雪」・「雪か雨」で発表している。
南岸低気圧により関東地方平野部に雪の可能性がある場合、予報を左右する主な要素は以下が挙げられる。
南岸低気圧のコース
南岸低気圧の接近時に中心が陸地に近いほど関東は雨になりやすく、遠いほど雪になりやすい。一般的に伊豆諸島の八丈島付近を境にして、これより南を通ると雪の確率のほうが高く、北を通ると逆に雨の確率が高い。なお、陸地から遠すぎると低気圧の雨域から外れるため降水自体がない確率が高くなる。過去には現業予報でこのコース判断を雨雪判断の要としていたこともあったが、数値予報が発達した現在ではあくまで複数の判断材料の1つとして用いられるに留まっている。
滞留寒気層
北と南に山脈を擁する地形の影響で関東平野では、地表に接する厚さ数百mの冷気の層（滞留寒気）が形成されることがしばしばある。滞留寒気は、低気圧接近初期では乾燥した大気中で雨雪が蒸発して大気から気化熱を奪う効果、雨雪が本格化した後では冷たい雨雪自体の冷却効果により、降水の開始とともに形成される（このため、降水とともに気温が急降下する）。層内は冷たいままほぼ等温となるため、雪が融けずに降る確率が高まる。日本海側では上空850hPa（約1,500m）の気温-6°C以下が雪の目安とされるが、滞留寒気の為に関東平野では-4°C以下が雪の目安とされ、場合によっては-3°Cより高くても雪となる事例がある。滞留寒気内の地表付近は北風・西風であり、関東平野の北側と西側にそびえる2,000m超級の山地から吹き下ろすような風系を持つ。これに対して低気圧からは暖かい南風・東風が吹き込んでいて等温線の間隔が込んでいるが、地形などの影響で入り組んだ分布となる場合があり、予報誤差の要因となる。なお、滞留寒気が重要なファクターとなるため「東京都心で降雪があるときは必ず（と言ってよいほど）北、北北西または北西の風である」とされている。
各地点の気温や湿度
各地点の気温や湿度（湿度が低いほど雪が融けにくい）も雨雪判断の目安となる。滞留寒気による気温急降下がどの程度進むかが気温を左右する。
なお、南岸低気圧による関東平野の雪は「雪水比」が0.5 - 1.0程度で「湿った雪」が多く、降雪時の気温も0 - 1°C程度の場合が多い。

## 南岸低気圧による大雪の事例
地名の後は最深積雪（cm）で、「0」は積雪1cm未満（うっすら）を示す。太字は観測史上最大もしくは1945年以降最大。

### 1920年代以前
- 1883年2月8日 - 和歌山40 東京46
- 1887年1月18日 - 東京31
- 1892年2月19日 - 東京25
- 1897年1月14日 - 水戸21 東京19 甲府27
- 1907年2月11日 - 浜松27 津19 大阪18 和歌山21 下関28 多度津25 徳島42 松山34
- 1908年4月9日 - 東京20 熊谷16 前橋29 甲府19 松本52
- 1910年3月12日 - 東京21 銚子6
- 1913年12月16日 - 東京18 水戸7 前橋11 熊谷14 津6 大阪3 多度津0
- 1915年3月13日 - 水戸21 東京17 飯田21 多度津4
- 1923年2月17日 - 石巻43 宮古92
- 1925年1月30日 - 東京27 横浜19 大阪4 佐賀12
- 1928年
  - 2月14 - 15日 - 秩父58 甲府44 松本64 飯田56
  - 3月5日 - 東京15 館野20 飯田19

### 1930年代
- 1931年
  - 2月10日 - 福岡16 佐賀15 徳島27 多度津28 松山25 岡山20 広島21 京都14 大阪17 神戸16 洲本18 和歌山18 三島12 浜松10 津13 水戸22
  - 2月13日 - 館野19 熊谷22 宇都宮24
- 1932年2月25 - 26日 - 大分4 岡山19 徳島31 洲本10 宇都宮29 福島44 仙台37
- 1933年3月11日 - 多度津4 岡山7 神戸4 洲本10 飯田17 名古屋4 水戸27 横浜11 小名浜23
- 1936年
  - 1月25日 - 前橋19 熊谷26 秩父32 松本42 飯田25 甲府46 河口湖41 三島1
  - 2月4 - 5日 - 横浜40 小名浜21 水戸23 館野27 勝浦13 飯田41 三島10 浜松8 御前崎6
  - 2月23日 - 東京ではこの3日後に二・二六事件が発生するが、ドラマや映画で「雪の東京」が描かれているのは、この日降った雪がまだ残っていたため（26日も若干ながら積雪を記録している）。東京36 熊谷45 秩父42 宇都宮26 前橋35 松本46 甲府30 津15 神戸8 広島11 呉5 徳島9 飯塚18
- 1937年2月2日 - 前橋29 松本46 河口湖61 軽井沢52

### 1940年代
- 1942年2月2日 - 前橋32 松本43 甲府32 飯田37
- 1944年
  - 3月5日 - 熊谷26 秩父35 甲府14 河口湖48
  - 3月12日 - 宮古101 八戸47 長野33
  - 3月19日 - 東京12 大島7 勝浦13 横浜14
- 1945年2月25-26日 - 東北南部・関東から中国・四国にかけての広範囲で大雪となり、各地で観測史上最高の積雪を記録している。白河43 小名浜28 横浜45 銚子15 勝浦37 熊谷27 館野26 水戸32 宇都宮30 奥日光65 前橋37 長野71 松本46 諏訪35 飯田45 甲府42 網代28 三島18 静岡10 石廊崎1 名古屋16 上野15 尾鷲4 大阪12 神戸17 洲本13 岡山26 津山29 福山23 広島29 高松12 多度津12。なお、その前の2月22日には東京38cm、大島32cm、松山17cm、河口湖68cm、大分15cmの積雪を記録した
- 1946年
  - 3月3日 - 松本78 前橋24 諏訪38 甲府15 河口湖51

### 1950年代
- 1951年2月14 - 15日 - 低気圧が猛発達し関東では暴風雪となった。特に房総半島では、千葉市内の白井133cm、仁戸名91cm、都80cmをはじめ、記録的な豪雪（三島82 牛久76.5 木更津75 千倉64 久留里60 勝山55 吉尾54.5 佐倉54 湊50 布佐47 小御門46 館山43 鴨川40 一宮40）となった[7][8]。東京33 横浜24 勝浦14 熊谷27 館野25 津26 上野37 尾鷲2 大阪12 洲本8 高松15 徳島29
- 1952年
  - 2月19日 - 水戸20 館野21 銚子13
  - 3月8日 - 白河28 小名浜17 館野12 宇都宮17 前橋23 熊谷23 諏訪53
- 1953年2月21 - 22日 - 横浜35 大島8 石廊崎1 上野25 大阪8 神戸10 姫路9 和歌山13 高松15
- 1954年1月24 - 25日 - 白河35 東京30 大島5 横浜39 熊谷43 秩父47 館野16 宇都宮23 奥日光69 前橋32 甲府34 飯田41 網代2 三島2
- 1958年3月29日 - 熊谷19 銚子1
- 1959年1月1日 - 熊谷15 宇都宮22

### 1960年代
- 1963年
  - 2月3日 - 前橋3 宇都宮6 水戸26 館野10 熊谷3 東京0
  - 3月13日 - 東京8 横浜16 熊谷2 館野1 甲府10 上野19 奈良19
- 1964年2月25日 - 東京5 横浜6 熊谷6 水戸4 館野4 宇都宮6 前橋9 長野27 津10 和歌山10 姫路8 福山11 高松11
- 1967年2月11 - 12日 - 12日は東京、横浜、千葉などで最高気温が0°C未満の真冬日となった。東京21 横浜23 千葉20 勝浦35 銚子7 熊谷10 館野23 水戸15 宇都宮19 前橋7 網代20 石廊崎9 三島8 静岡3
- 1968年2月15 - 16日 - 低気圧が日本の南岸を発達しながら進み、広範囲で大雪。暴風雪となるところもあった。東京23 横浜33 千葉10 熊谷28 秩父49 水戸9 館野7 宇都宮15 前橋29 小名浜19 長野55（降雪量53） 軽井沢47 松本31 諏訪35 飯田23 甲府33 河口湖60 津11 上野19 奈良12 福山9 高松14 多度津17 徳島19 飯塚23
- 1969年
  - 2月27日 - 東京7 横浜12 熊谷1 千葉4 水戸11 館野10 宇都宮10 前橋0 諏訪20 姫路10
  - 3月4日 - 低気圧が南岸沿いを進み、関東と近畿で大雪となった。福島21 東京21 横浜17 千葉10 熊谷16 水戸14 館野14 宇都宮17 前橋11 長野20 松本24 諏訪24 甲府25 彦根14 神戸9 姫路6
  - 3月12日 - 東北・関東・四国などで大雪。東京では積雪が30cmを超えた。大船渡23 福島43 東京30 横浜23 千葉0 熊谷27 秩父37 水戸5 館野10 前橋28 宇都宮23 長野23 軽井沢48（降雪量35） 松本36 諏訪36 甲府29 高松19 松山9
  - 4月17日 - 4月中旬としては記録的な大雪。東京2 横浜4 熊谷5 秩父18 宇都宮0 奥日光44 前橋9 甲府5 河口湖38 諏訪10 松本17 軽井沢33 長野3 白河22 福島7 若松2

### 1970年代
- 1974年
  - 1月22日 - 仙台34 福島27 前橋9 宇都宮13 水戸3 東京7 横浜2 千葉0 熊谷8 甲府14
  - 2月8日 - 仙台32 宮古81 福島23 前橋10 宇都宮4 水戸1 館野1 熊谷10 東京3 横浜3 長野39（降雪量36） 飯田26（25） 甲府24
- 1975年2月21日 - 石巻33 東京15 横浜16 千葉2 熊谷18 秩父27 水戸9 館野12 宇都宮15 前橋15 長野19 甲府11 静岡3 岐阜12 彦根22（降雪量16） 洲本11
- 1976年12月25日 - 仙台34 福島27 前橋1 宇都宮0 熊谷0
- 1977年
  - 1月23日 - 東京0 横浜1 千葉7 館野3 網代13 三島7
  - 2月10日 - 東京1 横浜4 千葉2 館野4 奈良11 洲本11 松山7
- 1978年1月3日 - 東京21[9] 横浜15 千葉6 熊谷10 水戸3 館野14 宇都宮12 前橋2

### 1980年代

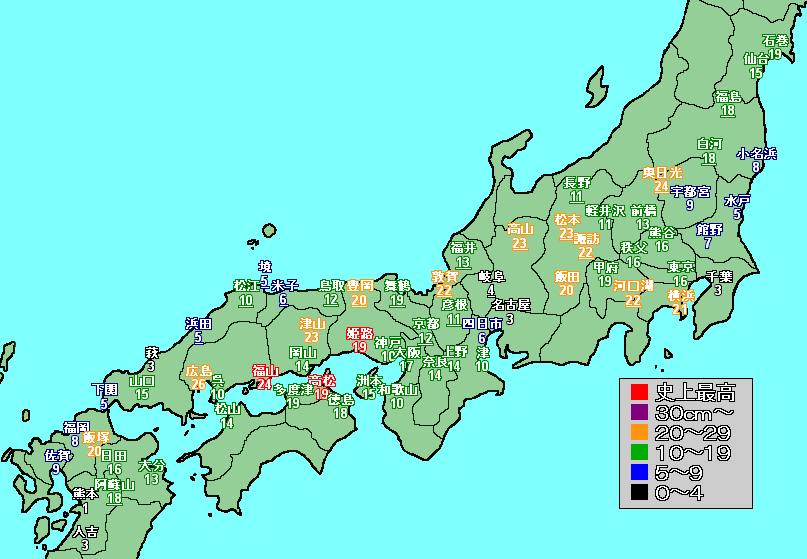
1984年1月31日頃の南岸低気圧による最深積雪量

1984年の冬は関東を中心に南岸低気圧による大雪に度々見舞われ、冬季の総降雪量は東京が92cm、横浜が109cmとなり、観測史上最高を記録した。
- 1984年
  - 1月19日 - 東京22 横浜21 千葉26 勝浦15 熊谷11 水戸8 館野15 宇都宮5 前橋4 甲府18
  - 1月21-22日 - 東京18（降雪量14） 横浜14（9） 千葉4（3） 熊谷12（11） 館野8（1） 宇都宮11（8） 前橋14
  - 1月31日 - 1月29日まで冬型の気圧配置で寒気が残っていたところに、低気圧が本州南岸を発達しながら東に進んだ。九州を含む西日本や東日本の広範囲で大雪となり、瀬戸内海側では観測史上最高の積雪を記録する地点も出た（右図 赤字）。福島39 白河28 前橋13 宇都宮9 奥日光58 水戸5 館野7 熊谷16 東京16 横浜21 千葉3 諏訪30 四日市6 上野14 津10 大阪17 姫路19 神戸10 洲本15 奈良14 和歌山10 岡山14 津山23 福山24 広島26 呉10 徳島18 高松19 多度津19 松山14 山口15 日田8 大分5 など
  - 2月17 - 18日 - 東京20 大島12 横浜27 千葉21 勝浦15 熊谷20 館野22 水戸25 宇都宮23 前橋20 甲府22 名古屋14 四日市10 上野37 奈良12 呉9 広島15
- 1985年3月11 - 12日 - 仙台21 福島40 前橋7 宇都宮12 水戸2 館野1 東京0 横浜1 熊谷5 軽井沢28（降雪量22） 松本22
- 1986年
  - 2月18 - 19日 - 東京18 横浜37 千葉15 熊谷22 秩父25 館野22 水戸13 宇都宮18 奥日光41（降雪量45） 前橋26 白河29 福島33 仙台17 石巻17（14） 大船渡21（19） 軽井沢28 松本33 諏訪25 飯田35 甲府46 河口湖32 広島15
  - 3月23日 - 東京9 横浜10 千葉2 熊谷10 秩父38 水戸8 館野7 宇都宮6 奥日光75 前橋16 軽井沢43 松本21 諏訪21 河口湖75
- 1987年
  - 2月2 - 3日 - 日本の南岸と日本海の低気圧がまとまりながら東に進み、三陸沖に抜けた。大船渡28 仙台28 福島31 前橋16 宇都宮5 水戸1 館野3 熊谷14 秩父22 東京3 横浜2 千葉1 軽井沢20 松本29 名古屋7 松山11
  - 3月7日 - 東京4 横浜8 千葉9 熊谷15 館野14 水戸17 宇都宮13 前橋13 長野20 甲府10 奈良10
- 1988年4月8日 - 4月としては記録的な大雪。東京9 横浜7 熊谷6 秩父19 奥日光42（降雪量50） 前橋5 白河23 福島11 軽井沢35 松本12 諏訪20 甲府5 河口湖37

### 1990年代

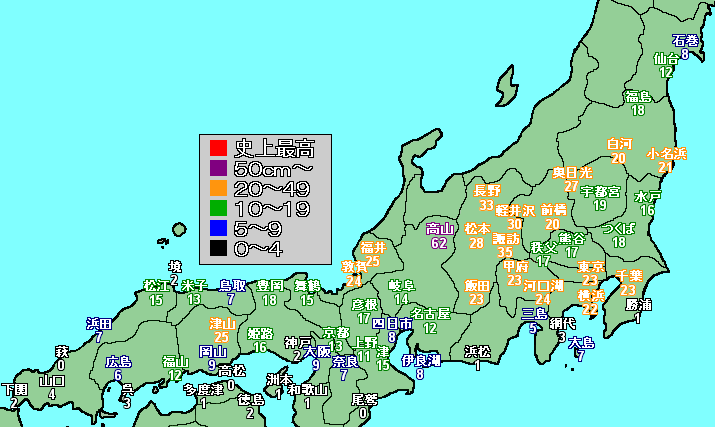
1994年2月12日頃の南岸低気圧による最深積雪量

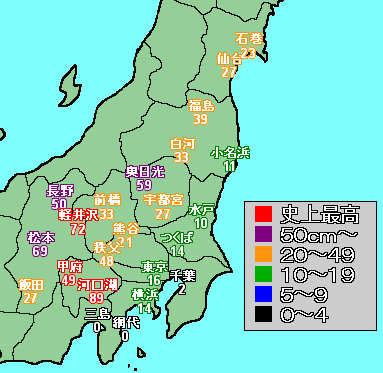
1998年1月15日頃の南岸低気圧による最深積雪量

- 1990年2月1日 - 東京11 横浜13 千葉9 熊谷24 秩父27 館野23 水戸27 宇都宮26 前橋22 甲府21 長野32（降雪量24） 軽井沢43 松本26 諏訪42 飯田29 上野23 奈良21 大阪11
- 1992年2月1 - 2日 - 仙台21 福島29 白河30 東京17 横浜15 千葉13 熊谷15 館野15 水戸13 宇都宮20 前橋8 長野36 軽井沢32 松本23
- 1994年2月12日 - 東北太平洋側から西日本にかけての広範囲で大雪となった。関東地方では東京・横浜・千葉で20センチを超える積雪となり、千葉では歴代3位の23cmという記録的な大雪となった（図）。東海・西日本でも前日までの寒気が残っていたことで、大雪となる地点が多かった。東海地方では、名古屋・岐阜では積雪10cmを超え、津では歴代3位となる積雪15cm、雪の積もることすら珍しい伊良湖では歴代3位の積雪8cmを記録した。また、静岡県の東部や浜松でも積雪を記録した。近畿地方は、姫路で歴代2位となる積雪16cmを記録したほか、大阪で積雪9cmの大雪となった。中国地方では瀬戸内側でも積雪し、福山で歴代5位の積雪12cm、岡山で9cmの積雪となった。小名浜21 水戸16 館野18 宇都宮19 前橋20 熊谷17 東京23 大島7 横浜22 千葉23 諏訪35 網代3 三島5 浜松1 伊良湖8 四日市8 津15 京都13 大阪9 姫路16 津山25 岡山9 福山12 呉3 など
- 1996年2月18日 - 東京14 横浜22 熊谷11 千葉14 館山5 水戸6 館野13 宇都宮10 前橋12 大島14 軽井沢20 松本26 諏訪32 飯田36 甲府22 三島7 上野17 奈良17
- 1997年2月3日 - 仙台25
- 1998年
  - 1月9日 - 東京15 横浜20 千葉4 熊谷25 秩父28 水戸8 館野16 宇都宮29 前橋31 甲府16 小名浜17 長野32（降雪量25） 軽井沢32 松本29
  - 1月15日 - 東北太平洋側・関東・甲信で大雪（図）。9日の大雪で積雪が残っていたところに上積みされ、積雪記録を更新する地点が出た。甲信地方では、甲府49cm、河口湖89cm、軽井沢72cmを記録し、この時点では観測史上最高の積雪となった（いずれも2014年2月14-15日の大雪で塗り替えられた）。関東地方でも、内陸部で大雪となり、前橋で歴代3位の33cm、秩父で歴代4位の48cmを記録した。大船渡24 石巻23 仙台27 白河33 宇都宮27（降雪量18） 奥日光59 前橋33 水戸10 館野14 熊谷21 秩父48 東京16 横浜14 千葉2 長野50 軽井沢72 松本69 甲府49 河口湖89 三島0 網代0 など

### 2000年代

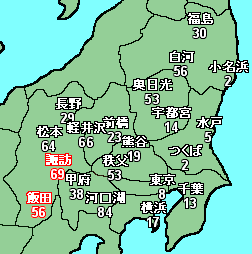
2001年1月27日頃の南岸低気圧による最深積雪量

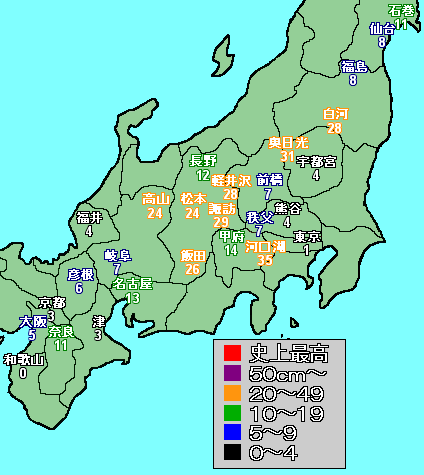
2008年2月9日頃の南岸低気圧による最深積雪量

- 2000年3月16日 - 八戸10 盛岡27 宮古31 大船渡5 石巻3 仙台20 福島15 白河7 奥日光19 秩父3 軽井沢10 松本7 諏訪6 河口湖4
- 2001年
  - 1月8日 - 仙台29 福島56（降雪量50） 白河50 小名浜1 東京0 横浜0 熊谷23 秩父30 水戸0 館野1 宇都宮18 前橋21 長野32（23） 軽井沢21 松本21 諏訪8 飯田10 甲府20 河口湖24 津4 京都1 姫路1 岡山0 広島0
  - 1月20日 - 東京2 横浜9 千葉2 熊谷11 秩父17 水戸6 館野11 宇都宮5 前橋4 松本16 諏訪34 飯田25 甲府7 河口湖32 名古屋10 岐阜15 津6 京都2 岡山0 福山0
  - 1月27 - 28日 - 低気圧が発達しながら八丈島付近を東進した。長野県や山梨県では、諏訪で69cmの過去最高、飯田でも56cmとこの時点では過去最高となる積雪を記録するなど記録的な大雪となった。関東地方でも西部を中心に大雪となり、横浜では積雪17cmを記録した（右図参照）。白河56 小名浜2 水戸5 館野2 宇都宮14 奥日光53 前橋23 熊谷19 秩父53 東京8 大島0 千葉13 勝浦0 館山0 横浜17 軽井沢66 松本64 諏訪69 飯田56 甲府38 河口湖84
- 2002年
  - 1月27日 - 熊谷4 秩父33 前橋11 奥日光47 白河8 軽井沢27 松本44 諏訪13 飯田22 甲府14 河口湖45
  - 12月9日 - 関東では珍しい12月上旬の大雪。二つ玉低気圧の影響。東京1 横浜3 千葉5 勝浦0 熊谷9 秩父11 館野9 水戸14 宇都宮17 奥日光22 前橋7 白河24 小名浜15 松本23 諏訪37 飯田14 甲府1 河口湖18
- 2003年1月23日 - 仙台20 福島20 白河20 前橋9 宇都宮1 熊谷6 秩父15 東京0 長野33（降雪量23） 軽井沢58（31） 松本39 諏訪40（25） 飯田11 甲府20 河口湖15
- 2004年12月31日 - 福島20 白河12 小名浜1 水戸2 館野1 宇都宮10 奥日光14 前橋8 熊谷13 秩父20 東京2 横浜2 長野44（降雪量37） 軽井沢25 松本22 諏訪14 飯田15 甲府14 河口湖27 名古屋0 岐阜0 津0 京都1 大阪1 奈良1 岡山1 高松1 山口1 福岡2 雲仙岳2
- 2005年3月4日 - 仙台22 福島29 白河24 小名浜7 東京2 横浜2 千葉4 勝浦1 熊谷6 秩父15 館野8 水戸10 宇都宮14 奥日光76 前橋5 松本9 諏訪11 飯田5 甲府0 河口湖19
- 2006年
  - 1月21日 - 前線を伴った低気圧は北緯30度付近を東進していたが、21日未明に東海沖でメソ低気圧が発生、東に進み降水域が北へ広がったため、関東地方で大雪となった。東京気象庁では8年ぶりとなる積雪9cmを記録。なお、埼玉県北部や群馬・栃木県では雪にならなかった。東京9 横浜11 千葉10 勝浦2 熊谷0 館野16 水戸17 奥日光2 小名浜1 河口湖10 軽井沢3 飯田0
  - 2月6 - 7日 - 東京2 熊谷3 秩父4 宇都宮1 白河1 甲府11 河口湖10 松本11 諏訪3 飯田13 岐阜0 津3 岡山1 広島2
- 2008年
  - 2月3日 - 東京3 横浜7 千葉6 熊谷6 秩父10 水戸0 館野3 前橋5 宇都宮8 白河15 小名浜1 甲府7 河口湖31（降雪量25） 軽井沢28（20） 松本32（26） 諏訪26（25） 飯田18 岐阜0 津5 奈良1 岡山0 高松0
  - 2月9日 - 未明に四国沖で低気圧が発生。日本海の低気圧に先行して紀伊半島沖・東海沖を東北東に進み、八丈島の北を通り東海上に抜けた。上空850hPaに-3°C以下の寒気が残っており、前日の晴天により放射冷却で気温が下がっていたために、中部・近畿では珍しい南岸低気圧による大雪となった（図）。奈良市では歴代8位となる積雪11cm、名古屋市では南岸低気圧によるものとしては24年ぶりの積雪13cmを記録した。関東地方では、関東の西部を中心に積雪したものの、北関東では降水量がまとまらず、南関東では暖気の影響もあり、あまり大雪とはならなかった。東京1 熊谷4 秩父7 前橋7 宇都宮3 奥日光31（降雪量22） 白河28 甲府14 河口湖35（16） 軽井沢28（10） 松本24（13） 諏訪29 飯田26 名古屋13 岐阜7 津3 京都3 大阪5 奈良11 和歌山0 など

### 2010年代
- 2010年

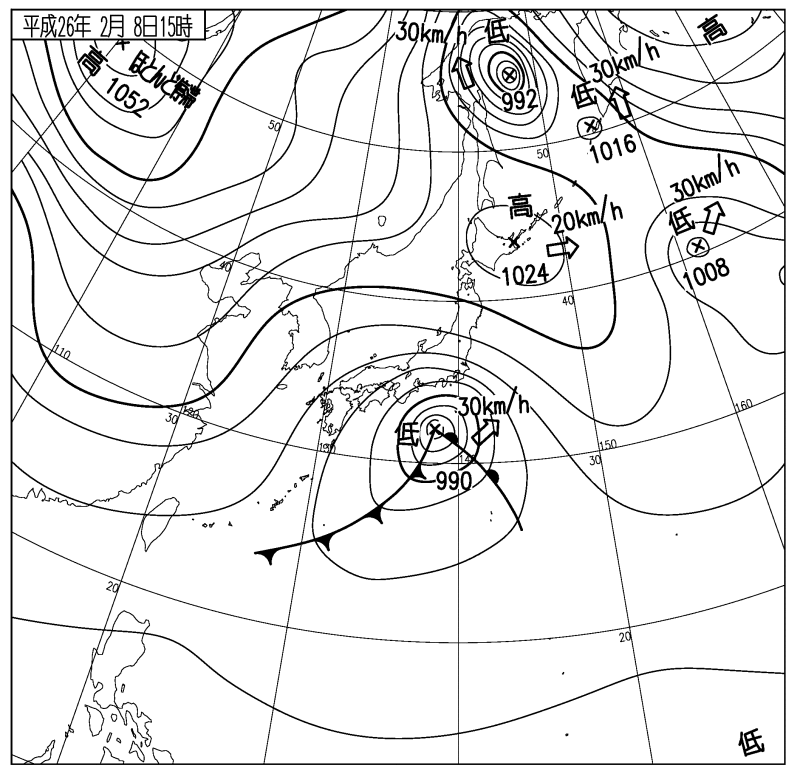
2014年2月8日の南岸低気圧。本州南岸で発達しているのが分かる。

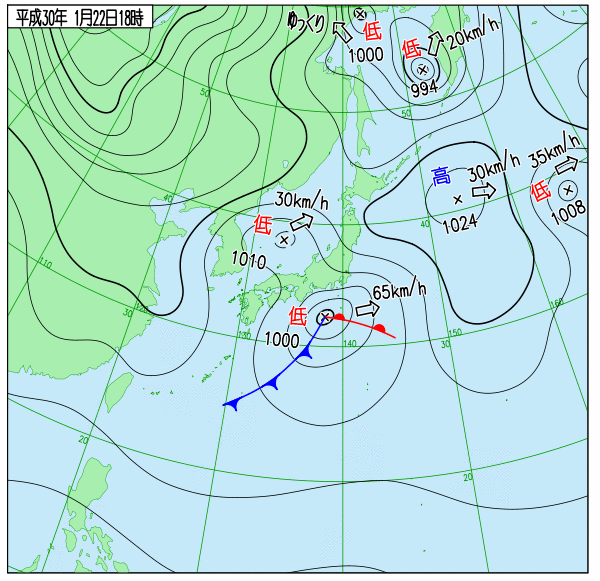
2018年1月22日の南岸低気圧（日本海にも低気圧を伴っている）

  - 2月1 - 2日 - 東京1 横浜1 千葉1 熊谷2 秩父6 前橋3 宇都宮1 奥日光13 水戸1 館野1 白河8 甲府1 河口湖27 軽井沢17 松本5 諏訪11 飯田9
  - 3月10日 - 東北太平洋側や関東内陸を中心に大雪。八戸市では32年ぶりの積雪61cmを記録し、3月としては過去最高を記録した。八戸61 むつ54（降雪量30） 青森57（28） 大船渡18 宮古42 仙台24 白河10 福島17 秩父24 熊谷11 前橋10 宇都宮8 奥日光37（31） 水戸0 横浜0 千葉0 諏訪1 松本22 軽井沢30（23） 甲府11 河口湖25
  - 4月17日 - 関東や東北で4月中旬としては珍しい降雪。東京・熊谷・水戸・宇都宮・前橋・甲府で1969年4月17日に並ぶ最も遅い降雪・積雪を記録したほか、千葉では観測史上最も遅い降雪・積雪を記録、横浜でも1969年に並ぶ最も遅い降雪を記録した。また、酒田では4月としては1位となる積雪3cmを記録した。甲府0 河口湖13 諏訪3 松本7 軽井沢21 長野7 東京0 千葉0 熊谷0 秩父3 前橋0 宇都宮1 奥日光33 水戸0 館野0 白河19 若松11 福島6 山形19 新庄8
- 2011年
  - 2月11日 - 九州の南に低気圧が発生し、四国から関東を中心に大雪となった。高松市では25年ぶりに5センチを記録した。大阪で5センチ、奈良で11センチなど、関西では3年ぶりに南岸低気圧による本格的な大雪となった。東京都心でも雪となったが[10]、あまり積雪にはならなかった。名古屋でも3cmを記録した。白河9 水戸4 館野3 宇都宮7 前橋1 熊谷0 秩父5 横浜0 甲府6 河口湖11 軽井沢23 諏訪20 松本11 飯田17 名古屋3 津4 奈良11 大阪5 和歌山1 高松5 徳島1
  - 2月14日 - 四国から関東で再び大雪となった。和歌山市では3年ぶりに積雪となり、27年ぶりに6cmを記録した。水戸6 館野5 宇都宮4 前橋6 熊谷5 秩父23 東京2 横浜4 千葉1 松本18 諏訪22 飯田19 甲府5 河口湖28 名古屋4 岐阜4 津5 京都2 大阪3 奈良7 和歌山6 岡山0 徳島6 高松4
- 2012年
  - 1月23日 - 東京4 千葉1 館野6 河口湖21（降雪量13）
  - 2月29日 - 寒気が残っていたところに九州の南海上を通過した南岸低気圧によって、九州北部と関東中心に大雪となった。福岡では3cmを記録し、南岸低気圧による積雪としては2004年12月31日以来8年ぶりで、3cm以上は28年ぶりとなる[11]。大船渡5 仙台3 白河15 福島10 水戸5 館野5 宇都宮16 奥日光33（降雪量20） 前橋17 熊谷10 秩父12 東京2 横浜5 甲府7 河口湖28 長野5 軽井沢26（降雪量16） 松本13 諏訪12 飯田11
- 2013年
  - 1月14日 - 沖縄の南の熱帯低気圧の暖気を吸い込んだ爆弾低気圧により、東北地方南部太平洋側・関東・甲信地方・西日本の内陸部を中心に大雪になった[12]。宮古21 仙台20 石巻17 福島18 白河34 東京8（北の丸公園14） 横浜13 千葉8 熊谷4 秩父14 水戸1 館野3 宇都宮3 奥日光29 前橋0 河口湖43 甲府10 軽井沢23 松本22 諏訪22 飯田19
  - 2月6日 - 北関東など関東内陸を中心に積雪。宇都宮7 奥日光15 前橋4 水戸1 熊谷2 秩父3 白河13 軽井沢15 松本5 諏訪6 飯田1 河口湖5
- 2014年
  - 2月7 - 9日 - 動きの遅い低気圧が急速に発達したため、太平洋側の広い範囲で、特に関東甲信・東北では場所によって観測史上最高、或いは数十年ぶりとなるような記録的な大雪となった。西日本では7日午後を中心に平地では3年ぶりの本格的な大雪・積雪となった。岡山では20年ぶりに9cmを記録した。関東は8日夕方〜夜を中心に、8日未明から翌9日未明までほぼ1日降り続き、東京で45年ぶりの25cm超えとなる27cm（戦後3位・歴代7位タイ）、千葉で観測史上最高の33cm、熊谷で60年ぶりの43cmなどを記録した。東京で13年ぶりに大雪警報が発表されるなど、関東広域に渡り雪に関する警報も発表された。東北では8日夜から9日午前にかけて降り、仙台で78年ぶりとなる35cm（歴代3位）、石巻で91年ぶりとなる38cm（歴代2位）などを記録した。八戸23 宮古35 石巻38 白石32 仙台35 福島44 白河50 前橋33 宇都宮14 水戸14 館野26 熊谷43 秩父48 東京27（北の丸公園31） 千葉33 横浜16 甲府43 河口湖65 軽井沢31 松本49 諏訪29 飯田33 名古屋5 岐阜4 津0 大津3 京都2 奈良5 和歌山4 大阪2 岡山8 広島2 山口3 徳島2 高松3
  - 2月11日 - 南関東で降雪。千葉市では残った雪に、上積みされたため積雪21cm（降雪量11cm）を記録
  - 2月14 - 15日 - 動きの遅い低気圧が発達しながら進んだため、先週（7-9日）とほぼ同様、東北 - 近畿の太平洋側の広い範囲で、特に関東甲信と東北（主に福島県と宮城県）で記録的な大雪となり、広域で大雪警報も出された。関東甲信では陸地に近いところを低気圧が通過したため、沿岸では15日の未明頃早めに雨に変わったが、内陸では寒気がしぶとく残りながら朝方まで強い雪が降ったため、豪雪となった。また、南岸低気圧としては珍しく、関東では広域で竜巻注意情報が出されたり所によって雷を観測した。甲府、前橋、熊谷、宇都宮などでいずれも観測史上最高（特に甲府ではこれまでの記録（49cm）を2倍以上塗り替える114cm）を記録し、東京でも先週同様27cmを記録した。近畿・東海でも、14日夕方にかけて大雪となり、紀伊半島を中心に約20年ぶりの大雪となった。雪はいったん夕方に止んだが、夜遅くから再び弱い雨や雪が降り、再び積雪したところもある。奈良県では18年ぶりに歴代4位の15cm（降雪18cm）を記録し、24年ぶりに大雪警報が発表された。津で20年ぶりに13cm（戦後3位）を記録し、三重県南部で初の大雪警報が発表された。京都府でも南丹市で23cmを記録し、18年ぶりに大雪警報が発表。四国や九州南部の山沿いでも、積雪となった。白石57 仙台29 白河76 福島54 水戸2（降水量143.0mm） 館野12 宇都宮32 前橋73 熊谷62 秩父98 千葉14 東京27（北の丸公園39） 横浜28 甲府114 河口湖143 松本75 長野62 諏訪52 軽井沢99 飯田81 名古屋7 岐阜8 津13 彦根7 京都4 大阪4 奈良15 和歌山6 岡山0 高松3 徳島4
- 2015年1月30日 - 関東甲信の広範囲で降雪、甲信を中心に積雪。東京では、2014年12月2日に観測地点の大手町から北の丸公園への移転後初の積雪となった。東京3 横浜0 熊谷0 宇都宮5 奥日光22 前橋0 白河17 甲府6 河口湖10 諏訪10 飯田4
- 2016年
  - 1月18日 - 甲信・北関東を中心に湿った大雪。都心では未明を中心に雪が強まったが、5時以降は雨に変わった。東京6 横浜5 前橋20 宇都宮6 奥日光33 熊谷15 秩父34 河口湖40 甲府12 軽井沢31 松本33 諏訪12 福島22 白河30
  - 11月24日 - 11月としては強い寒気の到来と南岸低気圧の通過により関東甲信地方を中心に降雪となり、東京都心では54年ぶりの11月の初雪、また、観測史上最も早い積雪を観測した。その他の地域でも11月としては記録的な積雪を観測した。福島県沖の地震（震度2 - 3、最大は4）もあり、交通機関に影響が出た。東京0 千葉2 熊谷6 前橋4 宇都宮4 奥日光21 水戸1 館野4 白河9 長野12 松本5 飯田14 諏訪13 軽井沢23 甲府1 河口湖22
- 2017年
  - 1月8 - 9日 - 河口湖では1月上旬としては84年ぶりの大雪となった。伊豆諸島では総雨量が150mm近い大雨となった。また、7日には鹿児島県十島村の中之島で1時間雨量112mm（総雨量218mm）の豪雨となり、記録的短時間大雨情報が発表された。奥日光22 秩父5 甲府9 河口湖43 軽井沢18 松本22 諏訪13 飯田16
  - 2月9日 - 本州南岸を東進中の低気圧と関東沖に発生した小さい低気圧の影響で広範囲で雪や雨。茨城県内では朝に降り方が強まり2014年以来3年ぶりに多い積雪を観測。東京も日中はみぞれが降り続いた。水戸12 宇都宮2 奥日光15 前橋1 横浜0 白河19 河口湖8 軽井沢24 松本1 諏訪8 奈良2
  - 3月26 - 27日 - 関東甲信の内陸で大雪。栃木県那須郡那須町のスキー場でこの大雪による表層雪崩で高校生などが巻き込まれる事故が発生した。河口湖19 軽井沢32 秩父1 奥日光41 土呂部29 那須高原34 白河10
- 2018年
  - 1月22日 - 関東地方（特に東京都・埼玉県・神奈川県・群馬県・栃木県）を中心に4年ぶりの大雪となった。日本海に低気圧を伴う二つ玉型で大雪となったのは1969年3月4日の事例と同様である。南岸低気圧北東側の下層寒気が強かったうえ、低気圧接近前に太平洋上で発生していた局地的な前線による降水により関東平野部全域で地表付近の大気がさらに冷やされ、氷点下となり積雪が1時間に3cm前後増加する強い降雪となった。東京23 横浜18 千葉10 前橋29 宇都宮27 奥日光30 熊谷19 秩父17 水戸19 館野15 甲府5 河口湖22 軽井沢10 松本21 諏訪3 飯田5
  - 2月1 - 2日 - 関東南部を中心に降雪。陸地からかなり離れた所を低気圧が通過したため、1月22日ほどの大雪にはならなかったものの、都心では積雪1cmを記録した。東京1 横浜1 八王子7 箱根13 熊谷6 秩父17 水戸6 館野2 宇都宮8 奥日光16 前橋16 甲府5 河口湖25 軽井沢11 松本11 諏訪17 飯田15
  - 3月21 - 22日 - 関東南部を中心に霙や雪で、市街地でもうっすら積雪。東京でも正午頃と昼過ぎに霙を観測した。横浜1 熊谷1 秩父6 前橋2 奥日光19 白河5 軽井沢16 松本20 諏訪8 河口湖33
- 2019年1月31日 - 太平洋側で広く雨。関東地方平野部では日中気温が10°C以上まで上昇したが、夕方から雨が降り出し気温が急低下。東京でも夜遅くには霙に変わり、前日までの1月の降水量が0.5mmと記録的に少なかった中久し振りのまとまった降水となった。また、南岸低気圧時としては珍しく雷も観測された。水戸3 館野1 宇都宮0 秩父1 河口湖14 松本1 諏訪1 飯田1

### 2020年代
- 2020年3月29日 - 東京で3月下旬以降としては32年ぶりの積雪となった。東京1 横浜1 熊谷2 秩父6 宇都宮1 奥日光23 前橋1 みなかみ5 河口湖16 諏訪11 松本15 長野14 軽井沢28 白河14
- 2021年1月12日 - 11日18時に九州の南と山陰沖に低気圧が発生。低気圧はあまり発達せず、本州にかかる降水量も少なかったが、低温と豪雪をもたらした冬型の気圧配置による強い寒気が残っていた上に、明け方に降水を観測したため、近畿・東海を中心に市街地でも降雪や積雪を観測し、山地を中心に大雪となった。大阪0 奈良4 甲府4 河口湖6 飯田7 諏訪5。その他、気象庁が気象情報で発表した積雪深（速報値）は次の通り。名張1 天川13 久万高原13 宇和7
- 2022年
  - 1月6日 - 関東南部を中心に積雪となった。低気圧本体は陸地から離れた場所を通過したが、八丈島近海でシアラインが形成され新たに低気圧が発生した。また、この降雪で4年ぶりに東京23区に大雪警報が発表された。気温が低かったため南岸低気圧としては雪水比が高く、都心では雪水比が1.54（降雪量10cm/降水量6.5mm）となった。東京10 横浜8 千葉7 さいたま（桜区）2 館野8 水戸7 河口湖2。その他、気象庁が気象情報で発表した積雪深（速報値）は次の通り。相模原4 さいたま（浦和区）4 下妻11 鉾田7 土浦5
  - 2月10日 - 陸地から離れたところを低気圧が通過し、更にその北側にトラフとシアーラインによって副低気圧が形成され積雪。日中までは予想よりやや気温が高く積もらない雪や霙、雨で推移し、気温が下がり降水も本格化した夕方以降雪が強まった。当初は関東西部・南部内陸部での大雪、関東東部では雨や霙が示唆されたが、低気圧が発達停滞した関東東部の方が翌日朝まで雪が残り大雪となり、関東西部方面では低温で雪として降った山沿いを除き、一時積雪するも逆転層により再び霙や雨になったところもあり、積雪は伸びなかった。東京2 千葉5 熊谷1 宇都宮1 秩父10 奥日光16 水戸9 館野2 甲府8 河口湖35 飯田10 諏訪28 松本16 軽井沢27 白河5 福島2 仙台3 石巻4
- 2023年2月10日 - 関東甲信から東北で積雪。関東では低気圧の接近に伴い南東から暖気が流入し雨に変わったため、積雪は内陸部が中心となった。東京0 熊谷8 さいたま（桜区）5 秩父19 前橋6 宇都宮2 奥日光25 甲府20 河口湖24 長野5 軽井沢19 松本28 諏訪16 飯田18 福島25 白河29 仙台21 石巻20 白石24
- 2024年
  - 2月5日 - 関東甲信を中心に大雪となり、東京23区を含む広範囲に大雪警報が発表された。5日夜には低気圧周辺の活発な雪雲がかかって、都心でも1時間雨量5.0mm前後の強い雪となり、雷も発生した。東京8 横浜4 千葉3 熊谷11 さいたま（桜区）8 秩父27 前橋11 宇都宮4 奥日光27 水戸1 甲府12 河口湖26 長野31 軽井沢28 松本25 諏訪16 飯田6 福島16 白河24 仙台5 石巻4 白石14。その他、気象庁が気象情報で発表した積雪深（速報値）は次の通り。相模原7 さいたま（浦和区）6 下妻7 大子3
  - 3月8日 - 関東南部を中心に7日夜から8日昼にかけて南岸低気圧による降水域がかかり、8日深夜から広い範囲で雨から雪に変わった。東京での3月の積雪観測は2020年3月29日以来となった。東京1 横浜1 さいたま（桜区）4 河口湖2
- 2025年
  - 3月4 - 5日 - 関東から東北にかけての広い範囲で積雪となり、埼玉県北部には大雪警報が発表された。低気圧の接近に伴い暖気が流入したため、5日の明け方までには大半の地点が雨へと変わった。また、前日の3日には前線性の雨雲が通過したことにより東京でも雪を観測しており、館野では積雪1cmを記録している。3月の東京での2年連続の積雪観測は、1986〜1987年以来の38年振りの出来事となった。また、南岸低気圧の接近時には珍しく、静岡県の三島などの地点で霙を観測している。東京1 さいたま（桜区）2 館野2 宇都宮4 熊谷6 前橋14 秩父15 河口湖5 長野7 松本6 諏訪4 飯田1 福島7 白河14 仙台5 白石7
  - 3月19日 - 上空に強い寒気を伴う寒冷渦が接近し、大気の状態が非常に不安定になったため、低気圧周辺の活発な雨雲がかかったタイミングで落雷や雹、雪霰などの現象が各地で見られた。東京（虎ノ門）では7時20分に直径9mmの雹を観測している。このような現象が見られた直後に多くの地点で雨が雪へと変わり、関東平野部の広い範囲で積雪を観測している。3月の東京で積雪を2回観測するのは、1998年以来の27年振りの出来事となった。東京1 さいたま（桜区）2 前橋2 宇都宮1 館野1 甲府1 秩父6 河口湖27 奥日光47 那須高原15 長野10 松本5 諏訪5 飯田4 大町9 軽井沢23